# Michel Leme
Michel Leme (São Paulo, 1971) é um  guitarrista, compositor e professor de música brasileiro.

## Biografia
Michel Leme toca desde os sete anos de idade e atua profissionalmente desde 1990. Tem dezesseis lançamentos autorais entre CDs, DVDs e álbuns no formato digital. Na área didática, Michel leciona no Espaço Sagrada Beleza, em São Paulo.
Nos palcos, Michel tocou com músicos de renome como Gary Willis, Michael Brecker, Nenê, Lee Konitz, Joe Lovano, Steve Vai entre outros.

## Discografia
Solo
- 2002 - Umdoistrio
- 2004 - Michel Leme Quarteto (Michel Leme Quarteto)
- 2005 - Trocando Idéias - Alex Buck & Michel Leme
- 2007 - Michel Leme & A Firma
- 2010 - Michel Leme 5°
- 2012 - Na Montanha (DVD)
- 2013 - Na Hora
- 2014 - Arquivos - Vol. 1 (DVD)
- 2014 - Michel Leme 9
- 2016 - "Alma"
- 2017 - "Michel Leme Trio com Richard Metairon e Jônatas Sansão"
- 2018 - "Lady Mistério"
- 2018 - "Okan"
- 2018 - "Ritual"
- 2018 - "Setênios"
- 2019 - "Senda"
- 2019 - "Antídoto"
- 2019 - "Entrelinhas"
- 2019 - "Fluxo"
- 2019 - "III"
- 2020 - "Debris"
- 2020 - "Gnose"
- 2024 - ''POR-TAO"

Coletâneas
- 1997 - Fifteen - Os Mestres da Guitarra
- 1997 - Souza Lima . Conservatório & Produções
- 2003 - Batuka! (coletânea)
- 2004 - G.U.I.T.A.R. (coletânea) (participação)
- 2010 - SL Guitar Team

Como convidado
- 1997 - Mr. Motaba
- 2001 - Bumba Jazz Ao Vivo - Márcio Menezes
- 2002 - Bocato & Os Reis do Samba Jazz - Bocato
- 2004 - Júnior Vargas - Ao vivo (Júnior Vargas)
- 2004 - Sete Fontes (Eduardo Letti)
- 2004 - Amanajé
- 2005 - Luz da Lua (Alex Buck)
- 2006 - Foto do Satélite (Arismar do Espírito Santo)
- 2007 - Suite Paulistana (Edu Martins)
- 2009 - Do outro lado do mar (João Alexandre)
- 2010 - In Set (Bruno Migotto)
- 2012 - Copo D'Água - Rainer Tankred Pappon
- 2013 - Aurea - Kleber K Shima
- 2013 - Rhythmist - Roberto Sallaberry
- 2013 - Rock And Road - Ivan Busic
- 2014 - Vila dos Meninos - Banda Anelo
- 2014 - Metal Folclore - Detonator
- 2014 - Take 1 - Michel Caramelo
- 2017 - Adelante - Bruno Tessele

Parceria com Alexandre Mihanovich
- 2013 - Jazz Terror